# Bluetick Coonhound
Bluetick Coonhound – jedna z ras psów, należąca do grupy psów gończych.

## Krótki rys historyczny
Rasa powstała w XX wieku. Pochodzi od francuskich gończych, które zostały przywiezione do USA na początku kolonizacji. Tam zostały skrzyżowane z innymi rasami psów myśliwskich, np. bloodhound.

## Użytkowość
Przeznaczeniem rasy było polowanie na szopy. Ma bardzo dobry węch, dzięki czemu potrafi tropić zwierzynę po starych śladach.

## Charakter i temperament
Pies aktywny i czujny.

## Wygląd
Umaszczenie jest trójkolorowe – czarne, palone i białe. Sprawia wrażenie błękitnawego dzięki gęstym czarnym cętkom na białym tle. Podpalanie na kufie i długich nogach. Sierść krótka. Uszy duże, obwisłe.